# Pseudastur
Pseudastur is een geslacht van vogels uit de familie van de havikachtigen (Accipitridae). De wetenschappelijke naam van het geslacht is voor het eerst geldig gepubliceerd in 1849 door Gray.

## Soorten
De volgende soorten zijn bij het geslacht ingedeeld:
- Pseudastur albicollis – Grote bonte buizerd
- Pseudastur occidentalis – Salvins bonte buizerd
- Pseudastur polionotus – Kaups bonte buizerd